# Irene (autrice)
Pour les articles homonymes, voir Irene et Irénée.
Irene, prononcé « Iréné », de son vrai nom Irene García Galán, est une autrice et militante anarcho-féministe. Engagée dans les mouvements de collages féministes à Paris dès 2019, elle est également active sur instagram. Elle publie en 2021 son premier livre, La Terreur féministe, qui connaît plusieurs rééditions.

## Biographie
Née en 1999, Irene, de son vrai nom Irene García Galán, grandit dans un mélange de cultures espagnole, basque et française. Elle s'installe à Paris en 2017 et commence à y fréquenter les milieux féministes. Elle participe en 2019 à la création du mouvement des collages féministes. Elle se définit comme anarcho-féministe, et se revendique également antifasciste, anticapitaliste, antiraciste.
En 2021, à 21 ans, elle auto-publie son premier essai, La Terreur féministe : Petit éloge du féminisme extrémiste en passant par un financement participatif
 avec l'aide d'une éditrice. Le livre est réédité aux Éditions Divergences, puis chez Points, dans la collection Points féministes. Elle y retrace l'histoire des violences féminines et féministes, et défend l'idée que cette violence a permis des avancées sociologiques pour les droits des femmes.
Elle participe aussi à l'ouvrage Défaire la police publié en 2021 avec  Elsa Dorlin, Jérôme Baschet, Serge Quadruppani, le Collectif Matsuda et Guy Lerouge.
Son deuxième ouvrage, Hilaria. Récits intimes et théorie féministe est également publié aux Éditions Divergences, en 2022.

## Publications
- La Terreur féministe : Petit éloge du féminisme extrémiste, Paris/18-Saint-Amand-Montrond, autopublié, réédité aux Éditions Divergences puis chez Points, 2021, 119 p. (ISBN 979-1-097-08838-5, présentation en ligne).
- Elsa Dorlin, Jérôme Baschet, Serge Quadruppani, Collectif Matsuda et Guy Lerouge, Défaire la police, Paris/01-Péronnas, Éditions Divergences, 2022, 134 p. (ISBN 979-1-097-08840-8, présentation en ligne) (contribution).
- Hilaria. Récits intimes et théorie féministe, Paris/14-Condé-en-Normandie, Éditions Divergences, 2022, 163 p. (ISBN 979-1-097-08849-1, OCLC 1330423118, présentation en ligne).